# 加藤正将
加藤 正将（かとう まさのぶ、1979年1月3日 - ）は、日本のレーシングドライバー。茨城県ひたちなか市出身。

## 経歴
常磐大学国際学部卒。また、加藤自身はAudi公認インストラクターも務め、虎ノ門ヒルズ前で期間限定OPENされていた「Audi quattro park」で常駐インストラクターとして2015年3月末まで勤務していた。インストラクター歴は長く、ツインリンクもてぎでは、「エンジョイAライ」「mote-laジョイフルスクール」で2001年より専任講師を務め、特にサーキット走行に特化したインストラクションには定評があり、同サーキットで開催されるの「K-TAI」では毎年大会総合アドバイザーとして、活躍している。
2015年は、SUPER GT300クラスに出場する、「Audi Team Racing Tech」にリザーブドライバーとして登録されており、当初は鈴鹿1000km等の長距離レースの3rdドライバーで出場する予定だったが、Audi Sportより派遣されているファクトリードライバーの、クリスチャン・マメロウがニュルブルクリンク24時間でクラッシュをした為、代役で急遽Rd.3タイでの起用が決まった。
第2回エビスサーキット車の学祭　3時間耐久レースにて優勝。
カートでレースを始め、1998年～2000年、2002年～2004年、F4に参戦し、2004年、F4東日本選手権のチャンピオンを獲得。2003年～2004年には、全日本GT選手権参戦。
2007年には、F4日本一決定戦で優勝し、最優秀選手賞も受賞する。
同時に、横浜タイヤのスカラシップで翌年スーパー耐久ST2クラスに出場する。
2012年には、再度JAF-F4選手権に出場し、Aクラスチャンピオンを獲得。
2013年にSUPER GTに、LEON SLSで出場する。Rd.1：6位入賞、Rd.2:8位入賞と、安定した結果を残した。加藤自身は、全日本GT選手権時代も含め、自身が決勝出走したGTレースは100%の完走率を誇る。

## レース戦歴
- 1994年 - さしまゴールデンカップカートレースシリーズ2位
- 1995年 - CIK/FIAチャレンジシェルアジアゾーンカーティング ICAクラス 予選PP/決勝5位 (アジア選手権）
- 1996年 - CIK/FIAワールドカップin Japan アジアパシフィック選手権 ICAクラス 決勝進出
- 1997年 - もてぎカートレースシリーズRSOクラス シリーズチャンピオン
- 1998年 
  - もてぎチャンピオンカップ関東F4シリーズ出場 最終戦決勝4位入賞
  - スーパーF4シリーズ（F4全国大会）もてぎ大会 決勝8位完走
- 1999年
  - もてぎチャンピオンカップ関東F4シリーズ出場
  - スーパーF4シリーズ（F4全国大会）もてぎ大会 ポールポジション獲得
  - もてぎカートレースシリーズFAクラス シリーズ3位
- 2000年
  - フォーミュラドリームシリーズ参戦
  - もてぎチャンピオンカップレース第3戦F4 決勝3位入賞
  - もてぎスーパー耐久同日開催　関東F4シリーズ 最終戦　決勝優勝
- 2002年 - 全日本GT選手権 GT300クラス No.51 C-WEST・AUTOSTAFF・ADVANシルビアで参戦
- 2003年
  - 全日本GT選手権 GT300クラス No.51 C-WEST・AUTOSTAFF・ADVANシルビアで参戦 第4戦・第5戦・第6戦 入賞
  - JAF東日本F4選手権シリーズ シリーズランキング2位
- 2004年
  - JAF東日本F4選手権シリーズ シリーズチャンピオン獲得 第1戦もてぎ 優勝、第2戦仙台 優勝、第3戦もてぎ 優勝、第4戦筑波 2位、第5戦菅生 2位、第6戦もてぎ 優勝
  - 全日本GT選手権 GT300クラス No.51 NSC・AUTOSTAFF・ADVANシルビアで参戦 第5戦もてぎ 10位入賞
  - スーパー耐久シリーズ クラス3 No.7 MAKERS hart RX-7で参戦 第3戦鈴鹿 クラス5位、第4戦美祢 クラス4位、第8戦もてぎ クラス5位
- 2005年 - フォーミュラ・ニッポン選手権 ルーキーテストに合格、第1戦ツインリンクもてぎ参戦
- 2006年 - スーパー耐久シリーズ クラス3 No.7 MAKERS ISHIHARA MARINE RX-7で参戦
- 2007年
  - スーパー耐久シリーズ ST-3クラス No.19 BuddyClub☆TC神戸 Z33
  - F4日本一決定戦　優勝　最優秀選手賞を獲得
- 2012年 - JAF-F4東日本選手権（Aクラス）シリーズチャンピオン
- 2013年 - SUPER GT GT300クラス　No.62 LEON SLS　第1戦：6位入賞　第2戦：8位入賞
- 2014年 - スーパー耐久シリーズ ST-4クラス No.88 村上モータースROADSTER
- 2015年 - SUPER GT GT300クラス　No.86 Racing Tech Audi R8

### フォーミュラ・ニッポン
| 年   | 所属チーム            | 1      | 2   | 3   | 4   | 5   | 6   | 7   | 8   | 9   | 順位 | ポイント |
| ---- | --------------------- | ------ | --- | --- | --- | --- | --- | --- | --- | --- | ---- | -------- |
| 2005 | CARROZZERIA Team MOHN | TRM 13 | SUZ | SUG | FSW | SUZ | MIN | FSW | TRM | SUZ | 17   | 0        |

### 全日本GT選手権/SUPER GT
| 年   | 所属チーム            | 使用車両                        | クラス | 1       | 2      | 3      | 4      | 5       | 6      | 7      | 8      | 順位 | ポイント |
| ---- | --------------------- | ------------------------------- | ------ | ------- | ------ | ------ | ------ | ------- | ------ | ------ | ------ | ---- | -------- |
| 2002 | AUTO STAFF RACING     | 日産・シルビア                  | GT300  | TAI     | FSW    | SUG 13 | SEP    | FSW Ret | TRM    | MIN    | SUZ    | NC   | 0        |
| 2003 | AUTO STAFF RACING     | 日産・シルビア                  | GT300  | TAI     | FSW 13 | SUG 11 | FSW 7  | FSW 8   | TRM 7  | AUT 17 | SUZ 14 | 19位 | 11       |
| 2004 | AUTO STAFF RACING     | 日産・シルビア                  | GT300  | TAI DNQ | SUG 19 | SEP 16 | TOK 16 | TRM 10  | AUT 14 | SUZ 13 |        | 23位 | 1        |
| 2013 | LEON RACING           | メルセデス・ベンツ・SLS AMG GT3 | GT300  | OKA 6   | FSW 8  | SEP    | SUG    | SUZ     | FSW    | AUT    | TRM    | 21位 | 8        |
| 2015 | Audi Team Racing Tech | アウディ・R8 LMS ウルトラ       | GT300  | OKA     | FSW    | CHA 16 | FSW    | SUZ 17  | SUG    | AUT    | TRM    | NC   | 0        |